# Xystrosoma pyrenaicum
Xystrosoma pyrenaicum är en mångfotingart som beskrevs av Ribaut 1927. Xystrosoma pyrenaicum ingår i släktet Xystrosoma och familjen Chamaesomatidae. Inga underarter finns listade i Catalogue of Life.